# بویچینوفتسی
بویچینوفتسی شهری در استان مونتانا کشور بلغارستان است که جمعیت آن در سال ۲۰۰۱ میلادی ۱٬۸۰۴ نفر بوده‌است.